# Hit the Lights
Hit the Lights  (englisch; übersetzt etwa „Mach die Lichter an“) ist ein Lied der US-amerikanischen Metal-Band Metallica.

## Entstehung
Hit the Lights entstand um 1980, vor der Gründung von Metallica, allerdings existieren davon keine Aufnahmen mehr. Als Lars Ulrich das Lied Dave Mustaine von Panic vorspielte, fand dieser es „nicht übel, wenn auch durch die Bank schludrig eingespielt […]. So krude sich das Tape anhörte, erinnerte es mich doch an den NWOBHM-Kram, den ich kannte. Ich konnte nachvollziehen, wie diese Typen ihre Riff-Ideen auf der Gitarre umsetzten.“ Ulrich, der mit Brian Slagel befreundet war, erfuhr 1982, dass dieser eine Kompilation unter dem Titel Metal Massacre plante, um die Szene in Los Angeles vorzustellen. Ulrich kontaktierte deshalb James Hetfield, der bei Leather Charm mit ihm und Ron McGovney gespielt hatte, und überzeugte ihn davon, dass sich die Band mit einer Demokassette für den Sampler vorstellt. So nahm das Duo Hetfield/Ulrich auf einem einfachen Vier-Spur-Gerät das Lied im Haus des früheren Leather-Charm-Bassisten Ron McGovney auf. Hetfield übernahm die Rhythmusgitarre, den Bass und den Gesang, Lars Ulrich spielte Schlagzeug. Zwar war Dave Mustaine bereits Gitarrist von Metallica, doch nach Meinung von Hetfield und Ulrich noch zu neu, um die Gitarrensoli einzuspielen. Schließlich spielte ein Freund der Band, Lloyd Grant, die Soli ein:

“Lars wanted me to play some guitar leads … So James and Lars brought the four-track over to my apartment and I did the solo on a little Montgomery Ward amp.”

„Lars wollte, dass ich ein paar Gitarrensoli spiele … Also brachten James und Lars das Aufnahmegerät in meine Wohnung und ich spielte das Solo auf einem kleinen Verstärker von Montgomery Ward.“

Nur ein paar Stunden später brachten Hetfield und Ulrich das Band zu Brian Slagel ins Studio, es war der letzte Titel, den Slagel für Metal Massacre I erhielt. Die 50 USD für das Mastering lieh sich Lars Ulrich von John Kornarens, dem Co-Produzenten des Samplers, und so wurde die auf Tonband aufgenommene Version von Hit the Lights als letzter Titel auf Metal Massacre I veröffentlicht. Für die zweite Auflage des Samplers wurde das Lied neu eingespielt, diesmal mit Dave Mustaine an der Lead-Gitarre. In dieser Version ist das Stück auch auf mehreren Demos zu hören, bevor es schließlich als erstes Lied auf dem Debütalbum Kill ’Em All Verwendung fand.

## Musik und Text
Hit the Lights war mit rund 160 bpm das mit Abstand schnellste Stück auf Metal Massacre I, das durchgehend hohe Tempo war die Art der Band, Aggression und Power zum Ausdruck zu bringen. Eingeleitet wird das Stück von einem fanfarenartigen Doppelakkord, der an den Beginn eines Konzertes erinnert. Kennzeichnend für das Stück ist „der Übergang von den lang ausgehaltenen Noten bzw. Fermaten des Beginns und den schnellen Achteln und Sechzehnteln des folgenden Gitarrenriffs“, unter den Fermaten liegen „ausgedehnte Schlagzeugfills“.
Die druckvollere und professionellere Produktion auf Kill 'Em All unterstrich „die brutale Energie und Wut“ des Liedes. Der Text handelt vom Thrash Metal selber und zelebriert eine neue Heavy-Metal-Identität. Die erste Textzeile „No Life 'Til Leather“ war Namensgeber des gleichnamigen Demos, das 1982 nach Erscheinen von Metal Massacre I veröffentlicht wurde.
Das in Insider-Kreisen als bester Titel des L.A.-Samplers Metal Massacre gewertete Lied zeigt die musikalischen Wurzeln der Band wie Motörhead, Iron Maiden und Diamond Head und beweist den „eigenen und unnachahmlichen Stil“ von Metallica.

## Weitere Verwendung
Das Lied wurde von Metallica sowohl im Box-Set Live Shit:Binge & Purge, als auch auf der Some-Kind-of-Monster-EP wiederverwendet. Es war außerdem Bonustitel der Single The Unnamed Feeling (2004) und Teil des Medleys der Hero of the Day-Single (1996). Die amerikanische Band Black Tide coverte das Stück auf ihrem 2008er Album Light from Above und es gehört zum Soundtrack des Spiels Guitar Hero: Metallica.